# Chrysotoxum bajkalicum
Chrysotoxum bajkalicum är en tvåvingeart som beskrevs av Violovitsh 1973. Chrysotoxum bajkalicum ingår i släktet getingblomflugor, och familjen blomflugor. Inga underarter finns listade i Catalogue of Life.